# Középfölde népei
A Középfölde népei (The Peoples of Middle-Earth) J. R. R. Tolkien angol író és nyelvész könyve, melyet fia, Christopher R. Tolkien adott ki az író halála után, az Allen and Unwin kiadónál (mely apja több más munkáját is publikálta), először 1996-ban, a "Középfölde históriája" sorozat legutolsó köteteként. Magyar kiadása előkészületben van. 

## Tartalom
A könyv főként az Első Kor utáni történésekkel foglalkozik. Főként olyan kisebb írások adják a gerincét, amelyek nem illeszthetők be máshová.

### A Gyűrűk Ura prológusa és függeléke
A Gyűrűk Ura prológusának és függelékének készülte mellett ez a rész tartalmazza az Akallabêth formálását is. Ez a rész a leghosszabb, a könyv közel kétharmadát teszi ki. Utal a különféle nyelvekre, családfákra, naptárakra, Númenor pusztulására, az Esztendők Számlálására, és Elendil örököseire.

### Kései írások
Ezek 1969 után készültek. Egyikük a "Törpökről és emberekről", mely a két faj nyelveinek fejlődését is elbeszéli. Másikuk a quenya nyelvről számol be és a noldák hercegeinek nevét elemzi. A harmadik a "ros" végződésproblematikája körül mozog (pl. Elros és Maedhros nevében). A többi az istárok, Glorfindel, és Círdan, a hajóács körül forog.
Egy utolsó elbeszélés visszautal az Elveszett mesék könyvére, ahol Ælfwine a tündenyelvek elkülönüléséről kap hasznos beszámolót.

### Befejezetlen mesék
Az első köztük "Az új árnyék", mely "A Gyűrűk Ura" folytatásának készült, amely kb. egy évszázaddal annak történése után kezdődik, Eldarion király uralkodása alatt. Tolkien háromféleképpen is hozzákezdett, de egyikből sem írt többet néhány oldalnál. A második, a "Tar-Elmar" a középföldei vademberek nézőpontjából mutatja be a númenoriak kolonizációját a Másodkorban.

## Lásd még
- A szilmarilok